# Мещеряки
Мещеряки́ (рос. Мещеряки) — присілок в Зав'яловському районі Удмуртії, Росія.
Знаходиться у верхній течії річки Чультемка, лівої притоки Іжа, на північний схід від присілка Каменне, обабіч об'їзної дороги Іжевська.

## Населення
Населення — 395 осіб (2010; 339 в 2002).
Національний склад станом на 2002 рік:
- удмурти — 89 %

## Урбаноніми[3]
- вулиці — Молодіжна, Садова, Ставкова, Тракторна, Удмуртська, Чемошурська